# Аріарат VI Епіфан Філопатор
Аріарат VI Епіфан Філопатор (дав.-гр. Ἀριαράθης Ἐπιφανής Φιλοπάτωρ; бл. 140 до н. е.  —116 до н. е.) — цар Капподокії у 130—116 роках до н. е.

## Життєпис
Походив з династії Аріаратідів. Син Аріарата V, царя Каппадокії, та Ніси (доньки Фарнака I, царя Понту). Народився близько 140 року до н. е. У 130 році до н. е. батька було вбито внаслідок змови. Водночас загинуло 2 старших братів Аріарата. В результаті він став царем при регентстві матері. Тоді ж Мітрідат V, цар Понту вдерся до Каппадокії, яка опинилася під впливом останнього. було укладено шлюб Аріарата VI з Лаодікою, донькою понтійського царя.
У 126 році до н. е. після смерті матері Аріарат VI перебрав владу на себе. Вимушений був маневрувати між Селевкідами, Римом і Понтом. При цьому уклав договір з Віфінією, давнім союзником Риму. Намагання Аріарата VI позбавитися понтійської залежності призвели зрештою до змови, яку ініціював Мітрідат VI, цар Понту. Організатором виступила Лаодіка, дружина каппадокійського царя. Безпосередньо здійснив заколот аристократ Гордій, який вбив Аріарата VI. Новим царем став його малолітній син Аріарат VII.

## Родина
Дружина — Лаодіка, донька Мітрідата V, царя Понту
Діти:
- Аріарат VII
- Аріарат VIII
- Ніса, дружина Нікомеда III, царя Віфінії